# Stora Envätterns naturreservat
Stora Envätterns naturreservat är ett naturreservat i Södertälje kommun i Stockholms län. Området är även ett Natura 2000-område. Reservatet bildades 1996 och omfattar 149 hektar, varav drygt 38 hektar vatten, vilket avser sjönarna Stora Envättern och Lilla Envättern som ligger mitt i området. Markägare är Sveaskog och förvaltare är Länsstyrelsen i Stockholms län.

## Beskrivning
Området blev ett Natura 2000-område tack vare förekomsten av oligotrofa mineralfattiga sjöar i slättområden, dystrofa sjöar och småvatten, västlig tajga, skogbevuxen myr, samt öppna svagt välvda mossar, fattiga och intermediära kärr och gungflyn. I skogarna runt Stora Envättern växer främst tallar, men även granar. Norr om sjön Stora Envättern passerar Sörmlandsleden. Intill sjöns östra sida finns en anlagd grill- och eldplats.

## Syfte
Syftet med naturreservatet är enligt kommunen att " bevara och skydda sjön Stora Envättern samt områdets skogar och våtmarker och dess skyddsvärda växt- och djurliv samt att säkra områdets värde för det rörliga friluftslivet i den mån det inte äventyrar naturvärdena".

## Bilder

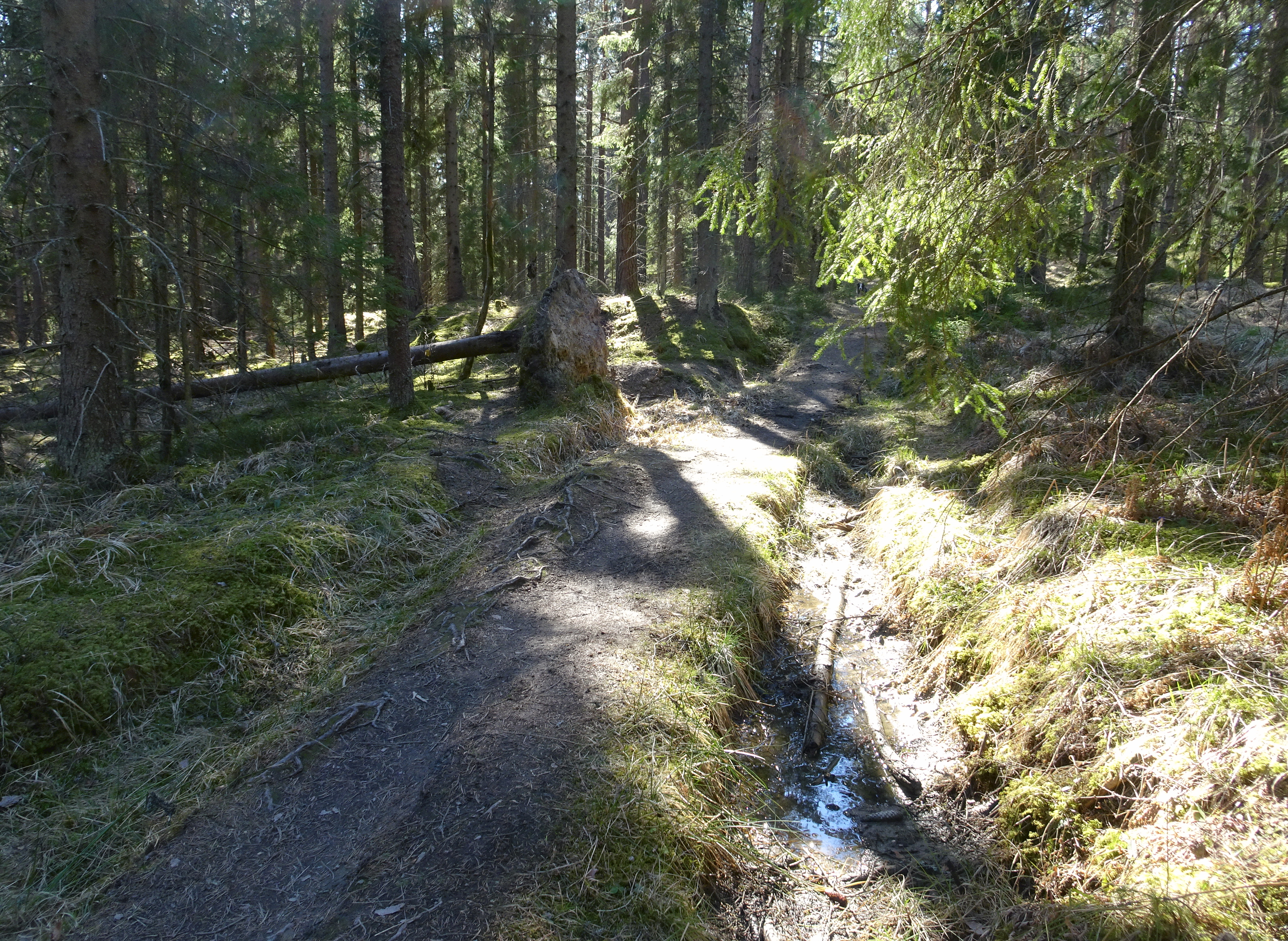
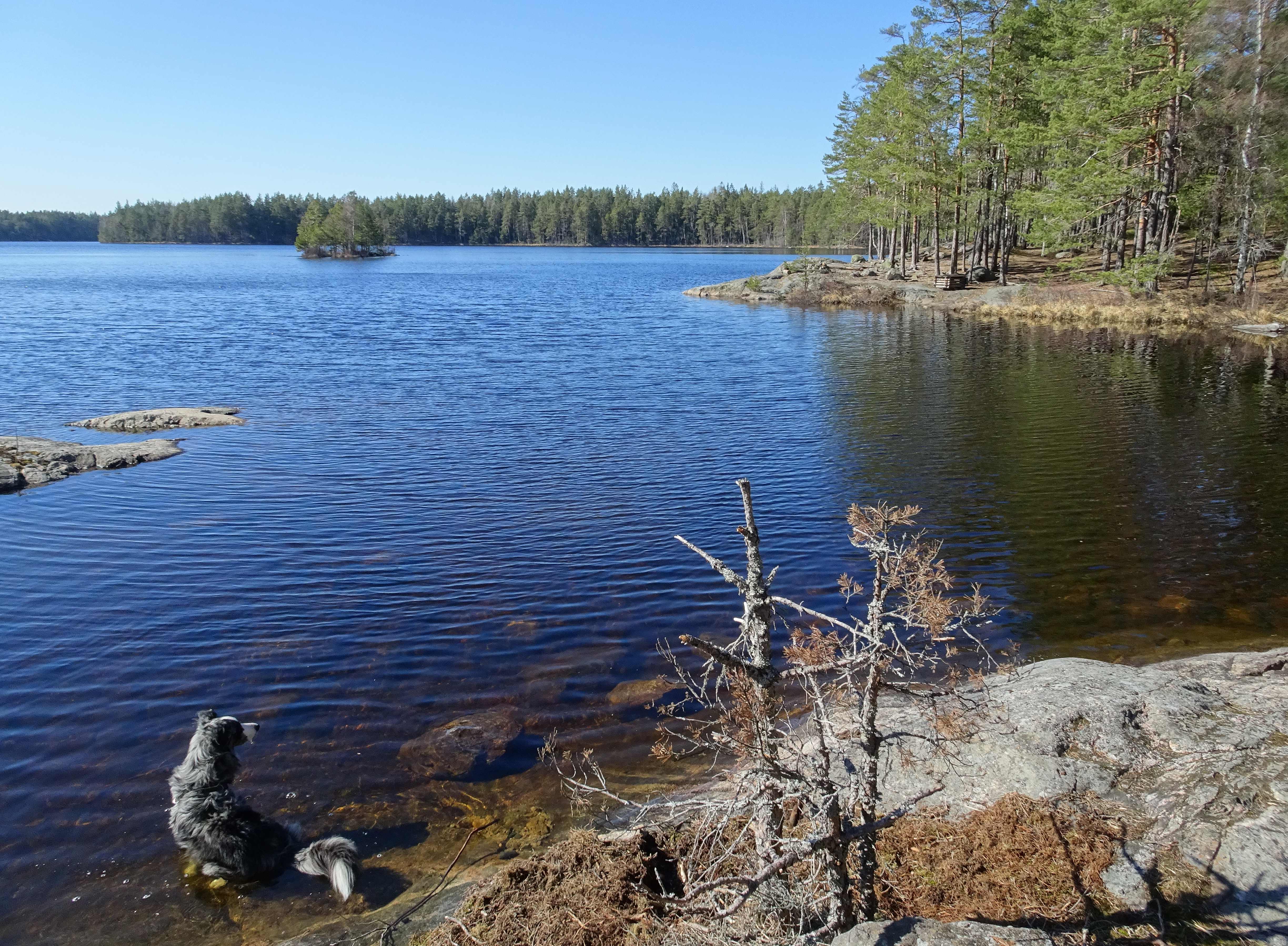
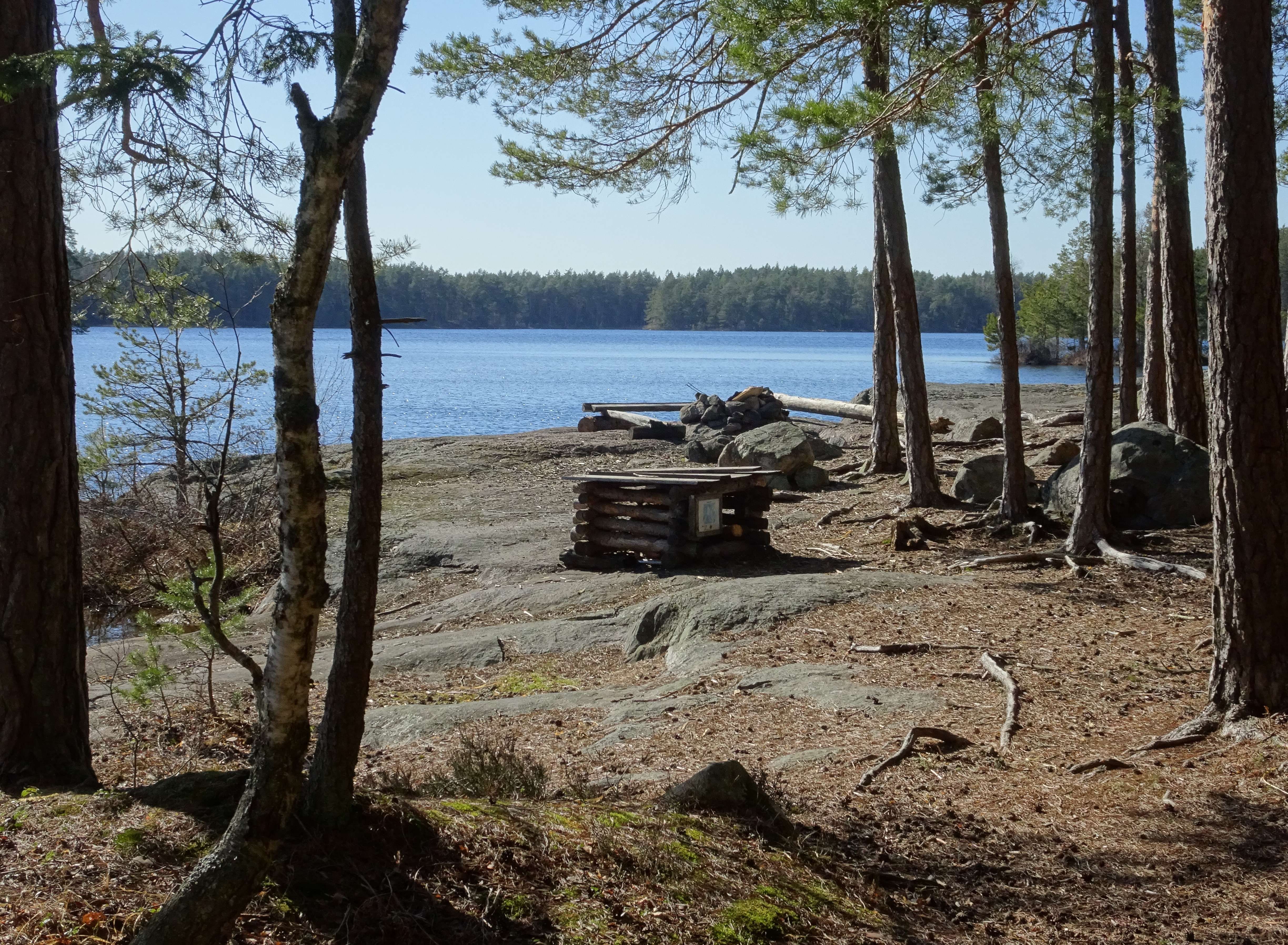
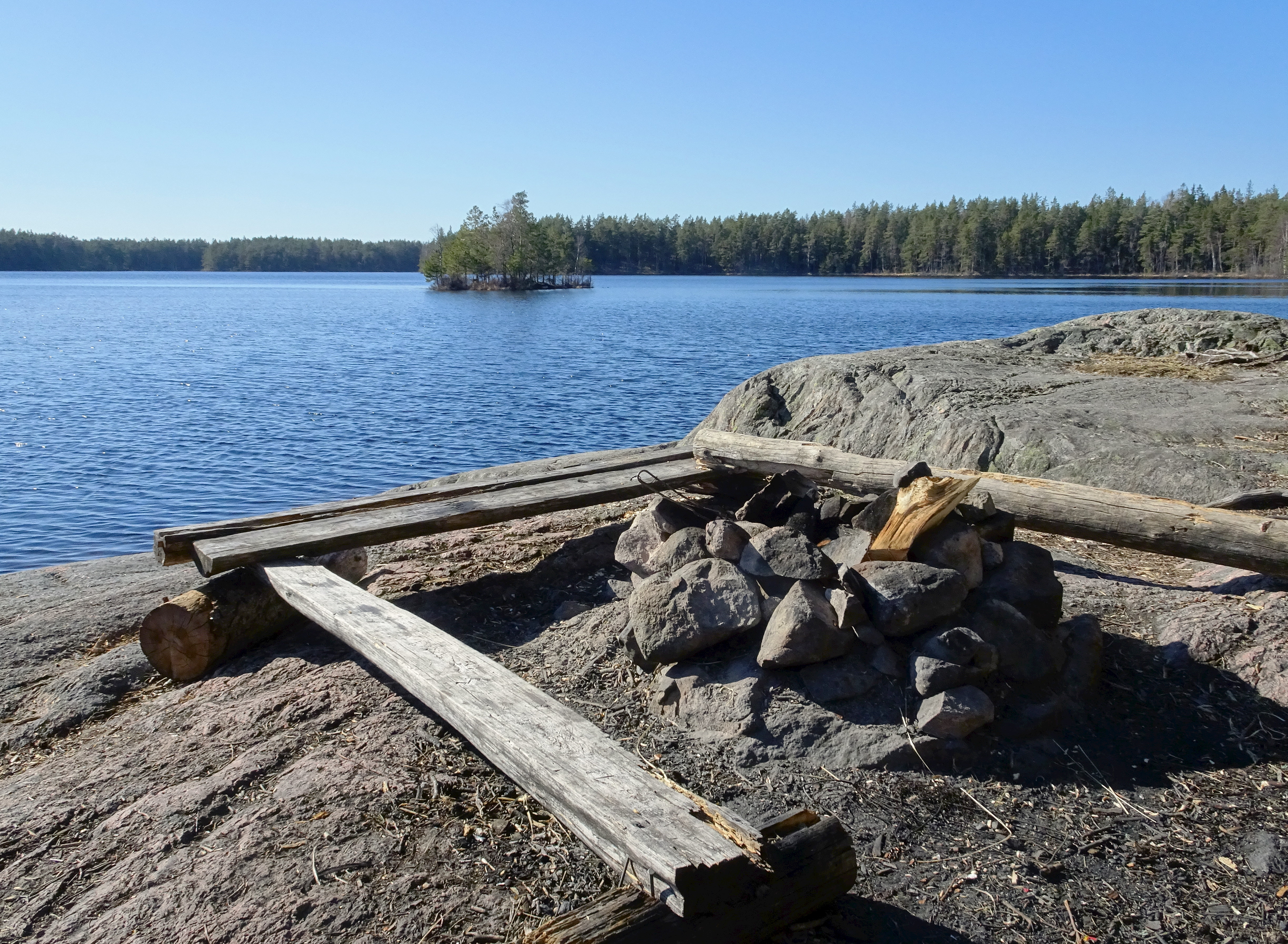

## Karta
- Naturkarta och mer information.